# Cezar Cim
Cezar Cim (São João Batista, 30 de agosto de 1950) é um advogado e político brasileiro.
Filho de Narcizio Cim e Margarida Cipriane Cim. Casou com Noely Reinert Cim.
Foi candidato a deputado estadual pelo Partido Democrático Trabalhista (PDT), obtendo 18.629 para a 15ª Legislatura (2003-2007), obtendo a primeira Suplência, sendo convocado em 2004 e assumiu a cadeira. Obteve 19.574 para a 16ª Legislatura (2007-2011), ficando como primeiro suplente, convocado no ano de 2008.